# 2024年美国众议院选举
2024年美國眾議院選舉（英語：2024 United States House of Representatives elections）於2024年11月5日舉行，為2024年美國選舉的一部分，選舉來自美國50州全部435個國會選區的代表，以及六名無投票權的代表來自哥倫比亞特區和美國有人居住的領土。特別選舉也可能在2024年的不同日期舉行。許多其他聯邦、州和地方選舉，包括美國總統選舉和參議院選舉，也將在這一天舉行。這次選舉的獲勝者將在第119屆美國國會任職，席位根據2020年美國人口普查在各州之間分配。
自2023年10月凱文·麥卡錫被罷免眾議院議長後，眾議院選出邁克·約翰遜為新一任議長，是路易斯安那州第一位當選眾議院議長的國會議員。約翰遜在2025年1月3日的眾議院議長選舉再次當選議長。